# Gehandicaptenzorg in Nederland
De gehandicaptenzorg in Nederland bestaat uit alle organisaties, diensten en instellingen in Nederland, die te maken hebben met de zorg voor personen met een handicap.

## Wonen, werken en behandelen

### Werken
Kinderen met een matige tot lichte verstandelijke beperking zullen vaak het speciale onderwijs, ZMLK of MLK volgen. Voor degenen voor wie dit niet mogelijk is zijn er Kinderdagcentra (KDC’s).
Voor mensen met een beperking die nog in staat zijn om een arbeidsprestatie te leveren, zal men proberen een baan in het bedrijfsleven of bij een sociale werkplaats te vinden.
Voor degene voor wie dit niet mogelijk is, zijn er voorzieningen die Dagverblijf voor Ouderen (DVO), of (Dag-)Activiteitencentrum (DAC) worden genoemd.

### Wonen
Voorheen werd de zorg voor mensen met een verstandelijke beperking grotendeels verstrekt binnen grote instellingen, waarvan Lozenoord te Ermelo uit 1891 de oudste is. De laatste tientallen jaren zijn er echter steeds meer kleine voorzieningen zoals gezinsvervangende tehuizen ontstaan, terwijl de grote instellingen hun cliënten in toenemende mate eveneens in kleinschalige voorzieningen buiten het instellingsterrein, sociowoningen laten wonen. Deze deconcentratie gaat vaak gepaard met verdunning, gewone woningbouw voor mensen zonder handicap op het terrein van de instelling. De bedoeling van deze deconcentratie is enerzijds normalisatie, de cliënten zo gewoon mogelijk laten wonen. De hoop dat er tevens integratie van mensen met een verstandelijke beperking zal plaatsvinden, komt voor mensen met een wat ernstiger beperking helaas vaak niet uit. Tegenwoordig zien de meeste beleidsmakers in, dat voor sommige cliënten, bijvoorbeeld mensen met storend gedrag, een beschutte woonplek nodig is.

### Behandelen
De behandeling van mensen met een verstandelijke beperking zal waar mogelijk door dezelfde huisarts, fysiotherapeut en dergelijke plaatsvinden als voor anderen beschikbaar is. Vaak is er echter ook de gespecialiseerde deskundigheid van orthopedagogen, psychologen en artsen nodig.

## Schaalvergroting
De laatste jaren zijn de organisaties die gehandicaptenzorg aanbieden door fusies steeds grootschaliger geworden. Er ontstaan steeds meer conglomeraten. Dit is een gevolg van de behoefte van de Nederlandse overheid aan meer 'marktwerking'. Voorbeelden zijn:
- Gemiva-SVG Groep ontstond in 1997 uit een fusie tussen de Stichting Gemiva, Stichting voor GEestelijk MInder VAliden, te Gouda, opgericht 1967, en de SVG, Stichting Dagverblijven voor Verstandelijk Gehandicapten voor Leiden en omstreken, opgericht 1969. In 2022 werd de naam vereenvoudigd naar Gemiva. Het hoofdkantoor staat in Gouda.
- Siza: Siza en Het Dorp fuseerden in 1999 met elkaar en in 2001 met ’s Koonings Jaght tot de Siza Dorp Groep. Eind 1999 is de naam gewijzigd in Stichting Siza.
- De Stichting Pluryn ontstond in 2000 uit een fusie tussen Jan Pieter Heije, De Beele, Het Hietveld, de Groesbeekse Tehuizen en De Winckelsteegh. In 2002 fuseerden ook de stichtingen van Werkenrode met de Stichting Pluryn,
- Talant ontstond in 2002 uit een fusie tussen Maartenswouden, D.A.G. Friesland en Heechhout Kaai.
- Zozijn ontstond in 2003 uit De Lathmer en Festog.
- De instellingen van 's Heeren Loo waren tot 2003 redelijk zelfstandig, maar sedertdien streeft men er door fusies naar tot regio’s te komen. In 2005 fuseerde 'sHeeren Loo met de Waalborg.
- Trajectum ontstond in 2005 uit een fusie tussen Hanzeborg en Hoeve Boschoord
- De Koraalgroep ontstond in 2006 uit een fusie van Sint Anna en Saltho. De Koraalgroep maakt op dit moment plannen om samen te werken met Pluryn.
- Dichterbij ontstond in 2006 uit Vizier en de Wendel.
- Middin: Steinmetz en De Compaan zijn in 2008 gefuseerd tot Steinmetz de Compaan. Sinds 1 juli 2012 heet de organisatie Middin.
- Ipse de Bruggen ontstond in 2008 uit De Bruggen en Ipse.
- In 2008 fuseerden de Stichting Philadelphia Zorg en de Evean groep tot Espria en vormden een personele unie met de woningcorporatie Woonzorg Nederland. In 2009 maakte Philadelphia zich weer los uit Espria en functioneert weer zelfstandig.

De zorgaanbieders die samenwerken in De Open Ankh richtten in 2008 een coöperatie op: zij zien samenwerking binnen een coöperatie als alternatief voor een fusie.

### Voor en tegen
Voorstanders van deze schaalvergroting door fusie hebben als ideaal klein binnen groot te zijn. Zij willen de instellingen waarmee de cliënt te maken heeft zo klein mogelijk houden, maar binnen een groter verband. Ze denken door centraal in te kopen goedkoper uit te zijn en bovendien als grote organisatie meer gehoor te krijgen bij de overheid.
Tegenstanders wijzen er echter op, dat gefuseerde instellingen niet zelden met grote financiële tekorten kwamen te zitten. Zij wantrouwen de grootheidsideeën van de betrokken managers, en wijzen er op dat in een grote organisatie de communicatielijnen vaak onwerkbaar lang worden. Nogal eens vrezen de tegenstanders voor de identiteit en de eigenheid van de instelling.
Het CDA hekelde in november 2007 de ongebreidelde schaalvergroting van de instellingen.
In de grote conglomeraten die door de fusies zijn ontstaan laat 40% van de topmanagers zich betalen boven de balkenendenorm, terwijl deze salarissen toch met collectief AWBZ-geld worden gefinancierd.